# Móra Könyvkiadó
A Móra Ferenc Ifjúsági Könyvkiadó Zártkörűen Működő Részvénytársaság az 1950-ben alapított Ifjúsági Kiadó jogutódja. 1950-es alapításától a rendszerváltásig az ország egyetlen kimondottan gyermek- és ifjúsági irodalomra specializálódott kiadója volt. Kiadványokat kínál 0–18 éves korú gyermekek és kamaszok, szülők, nagyszülők, illetve pedagógusok számára.

## A kiadó története
1950. július 21-én alapították meg az Ifjúsági Könyvkiadót (a Móra Kiadó jogelődjét), melynek feladata a gyermek- és ifjúsági irodalom kiadása volt. Szerkesztősége a New York-palota 3. emeletén dolgozott.
1950–1954 között a kiadónál olyan máig ható ikonikus könyvek jelentek meg, mint Móra Ferenc Kincskereső kisködmön, Móricz Zsigmond Légy jó mindhalálig, Benedek Elek Magyar népmesék, Illyés Gyula Hetvenhét magyar népmese, Fazekas Anna Öreg néne őzikéje, Zelk Zoltán A három nyúl, Gazdag Erzsi Mesebolt, Petőfi Sándor Arany Lacinak, Molnár Ferenc A Pál utcai fiúk, Karinthy Frigyes Tanár úr kérem, Cervantes Don Quijote, vagy Öveges József Játékos fizikai kísérletek című könyveik, ezzel megteremtve a magyar klasszikus gyermekirodalom alapjait.
1955-től bevezették az általános iskolában a kötelező és ajánlott irodalom fogalmát, így az Ifjúsági Kiadó egyre több verses, mesés, játékos képeskönyvet adott ki, sokszor leporelló formában. Ebben az évben jelent meg Szepes Mária Pöttyös Panni képeskönyve és Weöres Sándor Bóbita című verseskötete, valamint Fekete Istvántól a Lutra.
Az Ifjúsági Kiadó 1957-ben vette fel a Móra Ferenc Ifjúsági Könyvkiadó nevet, központilag meghatározott feladata a gyermek- és ifjúsági könyvek kiadása lett a szépirodalom, ismeretterjesztés és esztétikai nevelés területén.
1958-ban kialakították az ismeretterjesztő szerkesztőséget.
1960-tól elindult az új kiadáspolitika megvalósítása, a klasszikus értékek mellett a kiadó nyitott minden újdonságra. Olyan fontos, országos hírű, mára klasszikussá vált képzőművészeknek adott megbízást a gyermekkönyvek illusztrálására, mint Róna Emmy, F. Györffy Anna, Hincz Gyula, Bálint Endre, Szántó Piroska, K. Lukáts Kató, Reich Károly, Réber László, Würtz Ádám, Szecskó Tamás.
A hetvenes évek elejétől gyorsabb ütemű könyvkiadási program bontakozott ki, mely magával vonta a mű- és példányszám emelését, s a könyvtipográfiát az esztétikai nevelés célkitűzéseinek megfelelően korszerűsítette.
1980 tavaszán a Móra Kiadó munkatársai átköltöztek az új, korszerű raktárral rendelkező székházba a zuglói Hermina útra, ahol a Magyar Könyv Alapítvánnyal kerültek egy ingatlanba.
Az évtized végén napirendre került a piacgazdaságra való áttérés. Meg kellett küzdeni a hirtelen áremelkedéssel (egy átlagos könyv 20 Ft helyett 200 Ft lett), melyre megoldásként megszületett az ország első iskolai könyvklub hálózata, a Móra Könyvklub (1988-1994). A tagság ingyenes volt, évente 6 db, csak a klubtagok számára elérhető kiadványt kellett megrendelni valamint számos kedvezmény társult a klubtagsághoz 1992-re 800 intézményben létesült könyvklub, a tagok száma 15.000 volt. A könyvklubnak saját folyóirata volt: Az én újságom.
1989-től bármely hivatalosan bejegyzett cég vagy szervezet foglalkozhatott könyvkiadással, új kiadók tűntek fel. A nagy könyvterjesztő vállalatok csődbe mentek, a könyvterjesztő rendszer összeomlott.
A Móra Ferenc Könyvkiadó 1993-ban részvénytársasággá alakult; tulajdonosai a kiadó munkatársai és a Móra MRP Szervezete; a Budapest Bank Rt., a dr. Váradi Péter tulajdonában álló PV Befektetési és Tanácsadó Kft., valamint Janikovszky János voltak.
A privatizációt követően a Magyar Könyv Alapítvány nem engedte, hogy a Móra Rt. továbbra is a Hermina úti irodaházban működjön, így 1995-ben a székhely átkerült a Váci útra. A kényszerű költözés a raktárkészlet jelentős részének megsemmisülésével járt. A munkatársakat csoportos létszámleépítéssel elbocsátották, a kiadó nagymértékben eladósodott, és a kiemelt szerzők nehezményezték, hogy ezekben a nehéz időkben nem adták ki a műveiket, ezért új kiadókhoz szerződtek.
Több tőkeemelés és kivásárlás után 2003-ra Janikovszky János többségi tulajdonos lett. Megkezdődött egy hosszú konszolidációs folyamat, mely jóval az ezredforduló után ért csak véget. Két évtized munkájával sikerült visszaszerezni az elveszett jogok szinte mindegyikét.
A Móra Könyvkiadó 2012-ben tulajdonrészt vásárolva a Csimota Kiadóban, létrehozta a Móra Kiadói Csoportot, amelyhez 2014 januárjában a Cerkabella Könyvek, 2015 augusztusában a Két Egér Könyvek, majd 2016-ban a Berger Kiadó is csatlakozott. A választék további bővítését elősegítendő a Móra alapító-tulajdonos lett a rangos nemzetközi elismerésekkel rendelkező Móra-BookR Kids Digitális Kiadóban is.
2017-ben a Móra Kiadó a Jókai utca 6. szám alatti Corner Six modern irodaházába költözött, és itt részt vett a Hatszín Teátrum. létrehozásában, és a székház földszintjén mintaboltot nyitott Móra Book Point néven.
2018-ban a Dinasztia Tankönyvkiadó megvásárlásával a Móra Kiadó belépett az edukációs termékek piacára is. Átvette és tovább gondozza a LÜK játékos termékcsaládot, illetve az országos LÜK tanulmányi versenyt. Valamint újabb edukációs kiadványokat fejleszt gyerekek, pedagógusok és szülők számára egyaránt.
2023-ban a Naphegy kiadó beolvadásával további kortárs kiadványokkal bővült a kiadó választéka.
A kiadó egyre több olyan szerző életművét gondozza, akinek a gyerekkönyvei mellett felnőtteknek szóló művei is születtek. 2021-ben a Móra úgy határozott, hogy létrehozza saját, kizárólag felnőtteknek szóló könyveket publikáló kiadóját, a Trend Kiadót, hogy ezek a művek is az őket megillető helyet kapják a kínálatban.

## Termékstruktúra
A Móra Kiadó jelenlegi termékstruktúrája: 
- A Kiadó kezdettől szellemi műhelyként támogatta a kortárs szerzőket és illusztrátorokat, így kiadványai jelentős részét a mára már klasszikusnak tekinthető szerzők életművei jelentik, és kisebb számban ismeretterjesztő kiadványok. A művek elsősorban nyomtatott verzióban jelennek meg, de a kiadó kisebb mennyiségben hangoskönyveket és e-bookokat is fejleszt.
- A műhelymunka okán számos kortárs alkotó művét jelenteti meg.
- A kiadó kifejezetten széles portfóliót épített a legkisebbeknek szánt könyvek területén. A Babageometria termékcsalád, illetve a klasszikus verseskötetek mára szinte minden család számára ismerősek. A kiadó lapozó-választéka felülmúlja a hazai kiadókét.
- A családokban szintén a babaszületésétől kezdve jelen lévő Kerekítő könyvek és a Forrai Katalin-életmű újrakiadása [8] kapcsán indult el a Móra MUSIC almárkanév, mely kategória a zenével foglalkozó és/vagy zenei melléklettel rendelkező kiadványokat összegzi.
- A kiadói portfólióban lévő foglalkoztatók, licenctermékek, képregények a Móra FUN almárkanév alatt jelennek meg.
- A Dinasztia Tankönyvkiadó megvásárlásával [9] az edukációs piac termékeivel, köztük a LÜK termékcsaláddal gazdagodott a Móra kínálata, melyeket Móra EDU almárka névvel értékesít.
- A Naphegy kiadó megvásárlásával pedig új albrandként a Naphegy könyvek is önálló csoportot alkotnak a kiadó szortimentjében.

## A Móra Kiadó vezetői és főszerkesztői

### Vezetők
- 1950–1951 Földeák János
- 1951 megbízottként Komjáthy István
- 1951–1963 Fazekas Anna
- 1964–1972 Kováts Miklós
- 1972–1983 Szilvásy György
- 1983–1995 Sziládi János
- 1995–1997 Bazsó Márton
- 1997–2008 Cs. Tóth János
- 2008– Janikovszky János, mellette operatív vezetőként 2017-től Szuba Jolanta

### Főszerkesztők
- 1950–1957 Vasvári István ifjúsági lektorátus főszerkesztő
- 1964–1981 Janikovszky Éva ifjúsági főszerkesztő
- 1964–1971 Petrovácz István irodalmi főszerkesztő
- 1967–1980 Illés Lajos, a Kozmosz főszerkesztője
- 1972–1977 Kormos István főszerkesztő
- 1972–1978 Kováts Miklós irodalmi vezető
- 1976–1987 Kuczka Péter, a Kozmosz Könyvek főszerkesztője
- 1976–1991 Borbély Sándor főszerkesztő
- 1978–1985 Csukás István főszerkesztő
- 1991–1994 Borbély Sándor irodalmi vezető
- 1995–2005 Balassa Anna főszerkesztő
- 2005–2014 Merényi Ágnes főszerkesztő
- 2014–2017 Dian Viktória főszerkesztő
- 2019–2023 Dóka Péter főszerkesztő
- 2023-2024 Pacskovszky Zsolt főszerkesztő
- 2025- Lovász Andrea főszerkesztő

### Művészeti vezetők
- 1956-1962 Szántó Tibor művészeti főszerkesztő
- 1963-1972 Bródy-Maróti Dóra képszerkesztő, művészeti főszerkesztő
- 1968-1993 Zigány Edit képszerkesztő, művészeti osztályvezető
- 2013- Lonovics Zoltán, művészeti vezető

## A kiadó szerzői

### Klasszikussá vált magyar szerzői
- Bálint Ágnes
- Fekete István
- Forrai Katalin
- Gazdag Erzsi
- G. Szabó Judit
- Janikovszky Éva
- Kertész Erzsébet
- Kormos István
- Lázár Ervin
- Marék Veronika
- Nemes Nagy Ágnes
- Romhányi József
- Szabó Magda
- Szepes Mária
- Tamkó Sirató Károly
- Varga Katalin
- Weöres Sándor
- Zelk Zoltán

### Kiemelt kortárs szerzői
- Balázs Ágnes
- Bartos Erika
- Boldizsár Ildikó
- Böszörményi Gyula
- Dóka Péter
- Gyárfás Endre
- J. Kovács Judit
- Keresztesi József
- Kovács Attila (Holden Rose)
- Kiss Ottó
- Majoros Nóra
- Marék Veronika
- Molnár Krisztina Rita
- Nógrádi Gábor
- Nyulász Péter
- Pacskovszky Zsolt
- Singer Magdolna
- Tóth Krisztina
- Turbuly Lilla
- Vig Balázs
- Zágoni Balázs
- Zalka Csenge Virág

### Klasszikussá vált magyar illusztrátorai
- Bálint Endre
- Bródy Vera
- F. Györffy Anna
- Görög Júlia
- Hajnal Gabriella
- Heinzelman Emma
- Hincz Gyula
- Kass János
- Kend Márta
- K. Lukáts Kató
- Réber László
- Reich Károly
- Rogán Miklós
- Róna Emmy
- Szántó Piroska
- Szecskó Tamás
- Várnai György
- Würtz Ádám
- Zórád Ernő
- Zsoldos Vera

### Kiemelt kortárs illusztrátorai
- Baranyai B. András
- Békés Rozi
- Bódi Kati
- Bodonyi Panni
- Buzay István
- Herbszt László
- Hitka Viktória
- Horváth Ildi
- Kállai Nagy Krisztina
- Kárpáti Tibor
- Keresztes Dóra
- Kőszeghy Csilla
- Lakatos István
- Makhult Gabriella
- Marék Veronika
- Molnár Jacqueline
- Pásztohy Panka
- Paulovkin Boglárka
- Radnóti Blanka
- Ritter Ottó
- Rofusz Kinga
- Sajdik Ferenc
- Sásdi Laura
- Schall Eszter
- Szalma Edit
- Szántói Krisztián
- Szegedi Katalin

## A kiadó jelentősebb sorozatai
- 1954–1969 Népek meséi
- 1956–1963 Ifjúsági kiskönyvtár
- 1959– Pöttyös sorozat
- 1960– Regék és mondák
- 1961–2009 Az én könyvtáram
- 1962–1999 Csíkos sorozat
- 1963–1988 Bölcs bagoly
- 1964–1988 Képes történelem
- 1964–1990 Delfin könyvek
- 1969–1987 Kozmosz Fantasztikus Könyvek
- 1972–1995 Búvár Zsebkönyvek
- 1973–1993 Így élt...
- 1974–1997 Mókus-könyvek
- 1974 – Már tudok olvasni
- 1984 – Tesz-Vesz város
- 1988–1994 Galaktika Fantasztikus Könyvek
- 1971– Ablak-Zsiráf
- 2008– Móra hangoskönyvek
- 2008– Móra X
- 2011– TABU könyvek
- 2012– Kerekítő könyvcsalád
- 2012– Móra Családi Iránytű
- 2013– LOL-könyvek
- 2013– Babageometria
- 2014– Asterix képregények
- 2015– Nyelvkincstár
- 2016– Móra Klassz
- 2018– Brúnó sorozat
- 2019– Móra Plusz
- 2021–felújított Már tudok olvasni sorozat
- 2023–(N)Agykaland
- 2024– #BFF